# Atenció a la dependència a Corea del Sud
L'atenció a la dependència a Corea del Sud està marcada per la introducció per part de les autoritats del país el 2008 d'una assegurança en cas de situació de dependència funcional, considerada la cinquena assegurança social completa del país.

## Abans de la llei d'atenció a la dependència de 2007
Abans de l'establiment de l'assegurança per a atendre als dependents, els serveis socials públics finançats pel govern s'encarregaren dels assistents públics beneficiaris o dels discapacitats sense familiars que s'encarregaren d'ells.
L'atenció de llarga durada depenia molt de les iniciatives sense ànim de lucre, especialment per als serveis socials dirigits a les persones de rendes baixes.
El camí cap a aquesta aprovació de la llei es trobava en un context d'envelliment de la població i una disponibilitat minvant dels cuidadors informals o familiars, especialment perquè les dones participaven en el mercat laboral. Açò implicava una gran demanda pels serveis d'atenció de llarga durada per a la població envellida. Així, l'any 2000 el govern creà el Comité per a Planificar l'Atenció de Llarga Durada per a la Gent Gran i l'any 2001 el president Kim Dae-jung parlà de la necessitat d'establir l'assegurança per dependència. El 2003 l'aleshores president de Corea del Sud, Roh Moo-hyun, va pretendre tirar endavant el pla d'assegurança de l'atenció de llarga durada.
Durant les discussions per a la instauració del sistema d'atenció a la dependència no es va considerar seriosament que aquest fora finançat mitjançat impostos. Així que finalment es va establir el finançament seguira un pla universal basat en contribucions de primes.

## Després de la llei d'atenció a la dependència de 2007
L'abril de l'any de 2007 es va aprovar la Llei de l'Assegurança per a l'Atenció de Llarga Durada, la qual entraria en vigor el juliol de 2008. Aquesta decisió política va vindre donada pels canvis que patia el país com eren la recessió econòmica, la democratització de la política i la descomposició de la família junt a la situació demogràfica de baixes taxes de natalitat i l'envelliment de la població. Aquesta assegurança va ser un important desenvolupament de l'estat del benestar sud-coreà.
El sistema d'atenció a la dependència establia tres prestacions principals: atenció institucional, atenció domiciliària i prestació econòmica. Aquesta última molt limitada donades unes circumstàncies pel seu caràcter excepcional. A l'hora de prestar els seus serveis no es té en compte el nivell de renda del dependent o beneficiari.
Els beneficiaris a la fi de 2008 eren 150.000 persones, nombre que amb el pas dels anys augmentà significativament. Dels qui rebien atenció domiciliària, passaren del 60% (2008-2009) al 71% (2009-2010); dels qui rebien atenció en residències, passaren del 41% al 30%. Açò reflecteix la intenció per part del govern de primar l'atenció al domicili respecte l'atenció a les institucions. També cal destacar que els beneficiaris de la prestació econòmica eren un percentatge molt baix (el 2009 eren el 0.4% dels beneficiaris) per tractar-se d'una prestació molt excepcional.
El nombre de cuidadors familiars va augmentar de manera estable, açò ha ocorregut perquè, malgrat el límit per a la prestació econòmica, un nombre que s'ha incrementat amb el temps de cuidadors familiars ha esdevingut cuidadors qualificats per l'accés a cursos de formació. Aquests nombres es concretaren en l'evolució d'un 1,8% de dependents atesos per familiars qualificats l'agost de 2008 a un 23,5% el març de 2010.
El 2010, el 6% de la gent gran tenia dret a alguna ajuda del sistema (300.000 persones). El 2003 el sistema públic d'atenció a la dependència estava quasi formalitzat per part del govern. Aquest sabia que l'ajuda del govern i l'ajuda feta per les organitzacions sense ànim de lucre no governamentals no eren suficients per a la demanda. El govern posà en marxa un pla de llarga escala per al desenvolupament de les infraestructures que consistí en incentius per al desenvolupament d'un mercat d'atenció institucional: avantatges fiscals, desregulació i fixació de preus raonables. En conseqüència, entre el 2006 i el 2008 es crearen 742 residències d'ancians. Però també va tindre conseqüències pernicioses com la forta competència, la baixa qualitat del servei i els salaris baixos dels cuidadors. Açò en part és causat per la gran quantitat de xicotets proveïdors de serveis d'atenció a la dependència.